# OpenCart
OpenCart ist ein freies Onlineshop-System.

## Entwicklung
Die Entwicklung basiert auf einem MVC-Framework, welches aber ausschließlich für das Shopsystem entwickelt wird.

## Eigenschaften
Ein wichtiges Merkmal von OpenCart ist die weitgehend (durch Verwendung einer Template Engine) freie Gestaltungsmöglichkeit in Design und Funktionen und die Möglichkeit, eines oder mehrere von vielen Modulen (Zusatzprogrammen) in der Software zu implementieren. So lassen sich beispielsweise Zahlungsmodule von Drittanbietern wie etwa PayPal in den Transaktionsprozess einbinden, um Kunden Bargeldlosen Zahlungsverkehr anbieten zu können.
Das Shopsystem ist in der serverseitigen Skriptsprache PHP geschrieben, als Datenbanksystem wird MySQL eingesetzt.
Die Administration und Konfiguration erfolgt über einen Webbrowser.

## Weiterentwicklung
Dank einer aktiven Community wird ständig an der Weiterentwicklung und Verbesserung des Systems gearbeitet. Neben der aktuellen Version, gibt es noch eine von den Usern verbesserte Vorversion 0.7.9.

## Systemanforderungen
Die aktuelle Versionsreihe 1.x erfordert je nach Menge der Artikel ausreichend Webspace, PHP ab Version 5.4.x und eine MySQL-Datenbank ab Version 4.x.x.